# Сара Пенър
Сара Пенър (на английски: Sarah Penner) е американска писателка на произведения в жанра исторически роман и исторически трилър.

## Биография и творчество
Сара Пенър е родена в район Хилсдейл, Канзас Сити, Мисури, САЩ. Израства в североизточен Канзас. Следва в университета в Канзас и завършва с бакалавърска степен по финанси. След дипломирането си работи като счетоводителка. През 2015 г. посещава лекция на Елизабет Гилбърт и решава да учи в онлайн клас по творческо писане. Заедно с работата си започва да пише.
Първият ѝ роман „Изчезналата аптекарка“ е издаден през 2021 г. През XVIII век аптекарката Нела отваря в глуха лондонска уличка аптека, в която предлага на жени в беда отлично замаскирани отрови, за да се защитят от мъжете насилници в живота им. Тя се сприятелява с 12-годишната Елайза и я посвещава в делото, но това води до кардинална промяна в живота им. В съвременен Лондон историчката Каролайн Парсуел е отчаяна от изневярата на съпруга си, докато един ден не открива в тинята на Темза мистериозна стъкленица. Разследвайки находката, открива неразкритите отпреди два века аптекарски убийства, а животът ѝ се преплита с този на аптекарките. Романът става бестселър в списъка на „Ню Йорк Таймс“, преведен е на много езици по света и я прави известна. Същата година тя напуска работата си и се посвещава на писателската си кариера.
През 2023 г. е издаден вторият ѝ роман „Лондонското общество за сеанси“. В историята Лена Уикс се свързва в Париж с прочутата спиритуалистка Воделайн Д'Алер, за да намери отговори за смъртта на сестра си дори чрез окултното. Когато Воделайн е поканена да отиде в Лондон, за да разкрие известно убийство, Лена я придружава. Но заедно с търсенето на истината, може би самите те се замесват в убийство.
Писателката е член на Дружеството за исторически романи и на Асоциацията на жените писателки.
Сара Пенър живее със семейството си в Сейнт Питърсбърг, Флорида.

## Произведения

### Самостоятелни романи
- The Lost Apothecary (2021)[1][2][3]
Изчезналата аптекарка, изд.: „Летера“, София (2022), прев. Ирина Васева
- The London Seance Society (2023)